# 楠木正則
楠木 正則（くすのき まさのり）は、室町時代の日本の武人。左馬頭楠木正儀の男子（幼名河内三郎）、則岡氏の祖と伝わる。将軍足利義満の命により、管領畠山基国の元で育てられ、成長後、家名を則岡氏と号した。紀伊守護畠山基国と共に南紀在田郡宮原荘の岩室城に入城し、そこで政務を行ったとされ、子孫は畠山氏を経て、豊臣氏から御三家紀州徳川氏に仕える。

## 来歴
母は紀伊国阿瀬田庄武内宿禰末流田中民部源久岡の娘。本国河州橘姓則岡氏系図の由緒書には「南北大明神三男小次郎後次郎左衛門尉左馬頭正儀密子三男河内三郎正則」と記述されており、父正儀の生没年や同系図に記載されている子の則綱や孫の久明に関する記述を勘案すると、正則は正儀の晩年の子若しくは正儀死後の男子の可能性がある。